# 시치고촌
시치고촌(七郷村)은 미야기현 미야기군에 설치되었던 촌이다.

## 연혁
- 1889년 4월 1일 - 정촌제 시행과 함께 미야기군 시치고촌이 성립하였다.
- 1941년 9월 15일 - 미야기군 이와키리촌・다카사고촌을 포함한 나토리군 나카다촌・로쿠고촌과 함께 센다이시에 편입하였다.